# Mbeya (région)
La région de Mbeya est une région du sud-ouest la Tanzanie, formée majoritairement de hauts plateaux. Sa la capitale est Mbeya, la plus grande ville du quart sud-ouest du pays.
Elle est bordée au sud-est par le Malawi et au sud-ouest par la Zambie. Elle est également limitrophe des régions du Tabora (nord-ouest), du Singida (nord-est), de l'Iringa (Est) et du Rukwa (ouest).

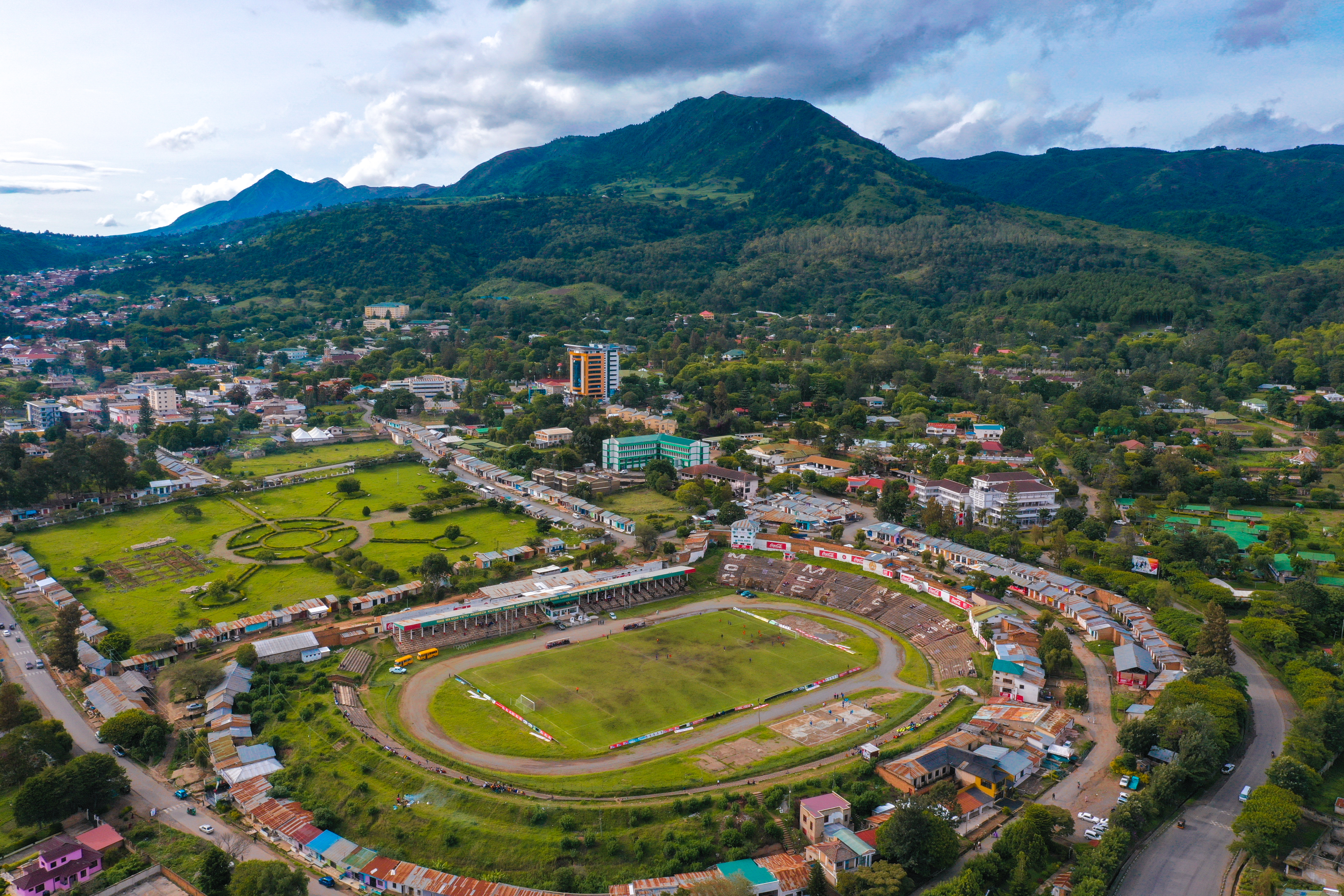
Vue sur Mbeya City

Elle est peuplée par différents groupes ethniques tels que les Nyakyusa, Ndali, Nyiha, Nyamwanga, Safwa, Malila, Vwanji (or Wanji), Bungu, Sangu, Wanda et Sichela.
Au moins cinq personnes sont tuées et quelque 2.570 autres se retrouvent sans abri après des inondations le 16 mai 2019.

## Districts
Mbeya est subdivisée en huit districts :
- Chunya
- Ileje
- Kyela
- Mbarali
- Mbeya Urban
- Mbeya Rural.
- Mbozi
- Rungwe